# Epacrophis
Genre
Epacrophis est un genre de serpents de la famille des Leptotyphlopidae. 

## Répartition
Les espèces de ce genre se rencontrent en Afrique de l'Est.

## Liste des espèces
Selon The Reptile Database (25 nov. 2011) :
- Epacrophis boulengeri (Boettger, 1913)
- Epacrophis drewesi (Wallach, 1996)
- Epacrophis reticulatus (Boulenger, 1906)

## Publication originale
- Adalsteinsson, Branch, Trape, Vitt & Hedges, 2009 : Molecular phylogeny, classification, and biogeography of snakes of the Family Leptotyphlopidae (Reptilia, Squamata). Zootaxa, no 2244, p. 1–50 (texte intégral).